# Desa Kalijati Barat
Desa Kalijati Barat är en administrativ by i Indonesien.   Den ligger i provinsen Jawa Barat, i den västra delen av landet, 100 km öster om huvudstaden Jakarta. Desa Kalijati Barat ligger vid sjön Situ Sedayu.